# 투르코백
투르코백  (Turkovac), (임시로 명명됨 ERUCOV-VAC)은 튀르키예 보건부와 Erciyes(에르시예스) 대학에서 개발한 비활성화형 코로나19 백신이다.